# Anti Wasilandonaki

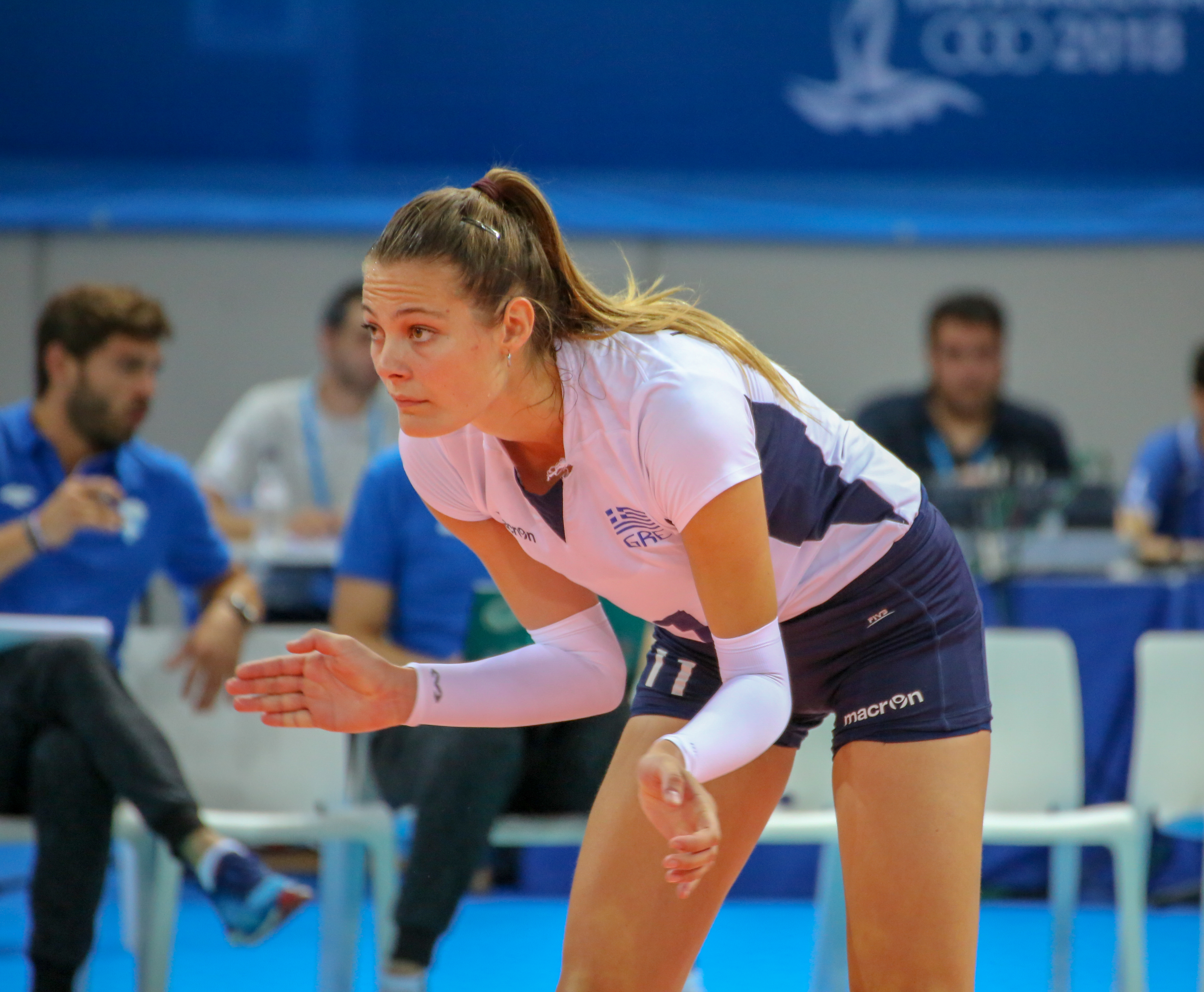
Anti Wasilandonaki reprezentantką Grecji na Igrzyskach Śródziemnomorskich 2018

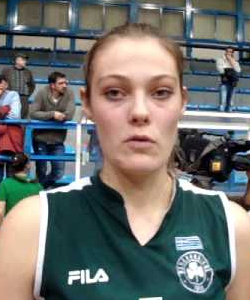
Anti Wasilandonaki zawodniczką Panathinaikosu Ateny w sezonie 2013/2014

Anti Wasilandonaki (gr. Ανθή Βασιλαντωνάκη, ur. 9 kwietnia 1996 w Atenach) – grecka siatkarka, grająca na pozycji przyjmującej i atakującej.
Jej młodsza siostra Sofia, również jest siatkarką. 

## Kariera klubowa
| Sezon     | Klub                          |
| --------- | ----------------------------- |
| 2013/2014 | Panathinaikos Ateny           |
| 2014/2015 | Panathinaikos Ateny           |
| 2014/2015 | Prosecco Doc-Imoco Conegliano |
| 2015/2016 | Prosecco Doc-Imoco Conegliano |
| 2016/2017 | Unedo Yamamay Busto Arsizio   |
| 2017/2018 | Igor Gorgonzola Novara        |
| 2018/2019 | Lardini Filottrano            |
| 2019/2020 | Galatasaray Stambuł           |
| 2020/2021 | Aydın Büyükşehir Belediyespor |
| 2021/2022 | Galatasaray Stambuł           |
| 2022/2023 | Galatasaray Stambuł           |
| 2023/2024 | THY Stambuł                   |
| 2024/2025 | THY Stambuł                   |

## Sukcesy klubowe
Liga grecka:
- 2014

Liga włoska:
- 2016
- 2018

Puchar CEV:
- 2017

Superpuchar Włoch:
- 2017

Puchar Włoch:
- 2018

## Sukcesy reprezentacyjne
Liga Europejska:
- 2015, 2016

Igrzyska Śródziemnomorskie:
- 2018

## Nagrody indywidualne
- 2013: Najlepsza punktująca Mistrzostw Europy Kadetek
- 2014: Najlepsza punktująca Mistrzostw Europy Juniorek